# Артур Едигарян
Артур Едигарян (роден на 	26 юни 1987 г. в Ереван, СССР) е арменски футболист, национал на Армения, който играе за Говерла Ужород като полузащитник.

## Национален отбор
Артур дебютира за Армения на 2 февруари 2008 г. в контрола срещу Малта.

## Отличия
- Суперкупа на Армения шампион с Пюник – 2006, 2007 г.
- Арменска Премиер Лига шампион с Пюник – 2006, 2007, 2008, 2009 г.